# Miklós Szebeny (Ruderer)
Miklós Vidor József Szebeny (* 18. November 1887 in Budapest; † 18. Juni 1919 in Tard) war ein ungarischer Ruderer.

## Sport
Miklós Szebeny begann mit seinen Brüdern Antal, György und István beim Pannónia Evezős Egylet mit dem Rudern. Bei den Europameisterschaften gewannen Antal, György und Miklós Bronze mit dem ungarischen Achter. 1911 traten sie aus dem Verein aus und gründeten den Hungária Evezős Egylet. 1911 und 1912 wurden die vier Brüder ungarischer Meister im Vierer ohne Steuermann. Bei den Olympischen Sommerspielen 1912 in Stockholm gehörten alle vier Brüder zur ungarischen Crew, die in der Achter-Regatta antrat. Der Ungarn-Achter schied jedoch im Vorlauf gegen den Achter vom Berliner Ruderverein von 1876 aus.

## Tod
Miklós Szebeny starb bei einem Flugzeugabsturz am 18. Juni 1919 am Stadtrand von Tard.